# Николь, Джейд
Дже́йд Нико́ль (англ. Jayde Nicole; род. 19 февраля 1986 года, Порт-Перри, Онтарио, Канада) — канадская фотомодель и актриса

.

## Биография и карьера
Николь начала карьеру модели для каталогов и дефиле в возрасте 6-ти лет. Когда ей исполнилось 11, она временно приостановила свою карьеру. Когда ей было 15 лет, работник из модельного агентства Торонто заметил её в Эйр Канада-центр и предложил ей возможность вернуться к моделированию. С тех пор, Николь появилась в многочисленных публикациях и показах мод. Она создала и владеет собственным агентство, «A Touch Of Class».
Она изучала гостиничный менеджмент в колледже Джорджа Брауна в Торонто, но бросила колледж, чтобы продолжить карьеру модели. Её мать предложила ей поработать для Playboy, девушка снялась для журнала в январе 2007 года, в 2008 году стала Playmate.
В 2009 году дебютировала, как актриса, сыграв в итальянском фильме «Лето на Карибах».